# Observatori Oceanològic de Banyuls de la Marenda

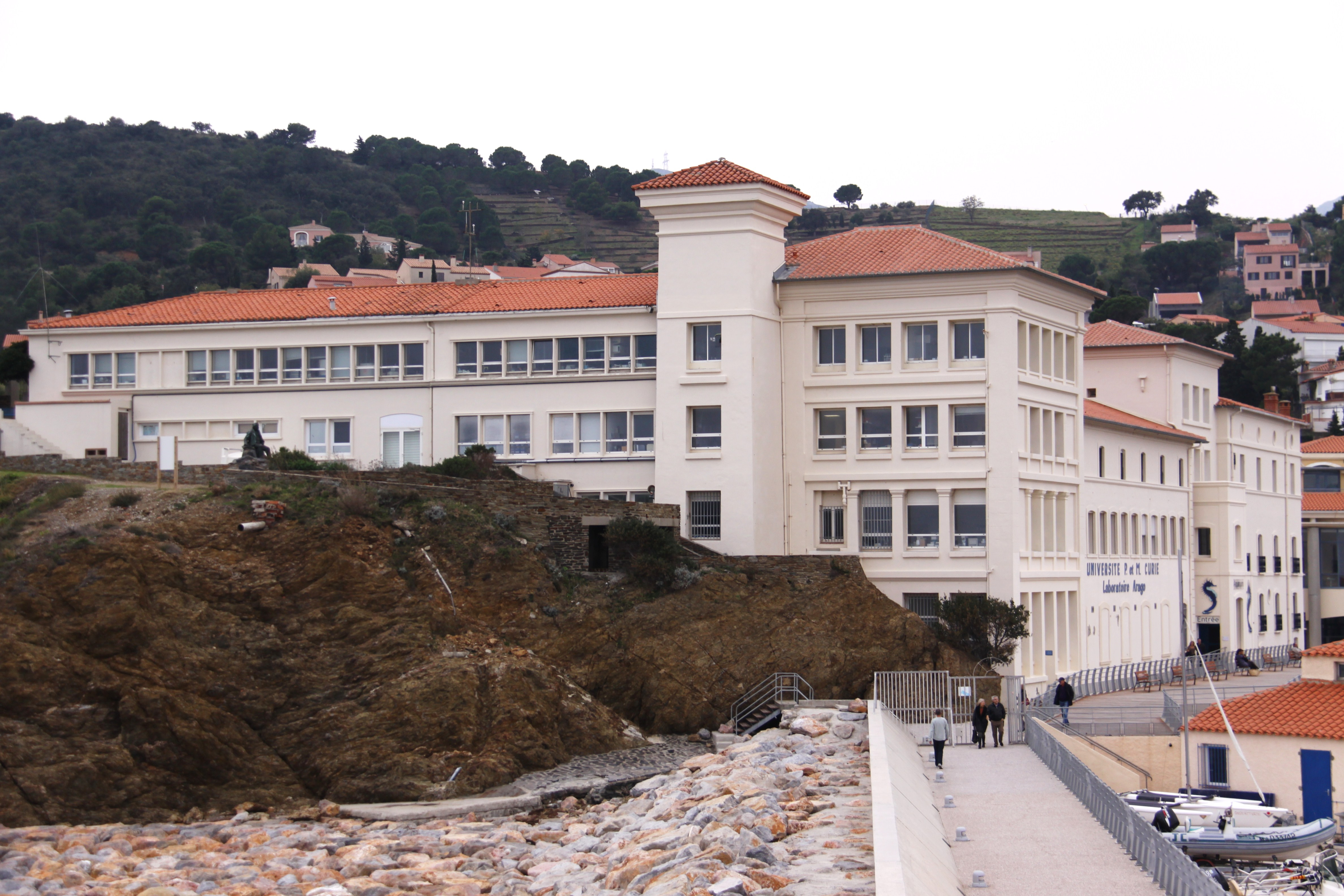
L'Observatori Oceanològic de Banyuls de la Marenda

L'Observatori Oceanològic de Banyuls de la Marenda, antigament anomenat Laboratori Aragó, és un component de la Universitat Pierre-et-Marie-Curie (UPMC), de l'Institut Nacional de Ciències de l'Univers (INSU) i del Centre Nacional de la Recerca Científica (CNRS), que acull nombrosos investigadors i estudiants d'ecologia marina.
És situat à Banyuls de la Marenda, a la comarca del Rosselló (Catalunya Nord), a la zona est del Port Nàutic, al peu de l'istme que uneix l'antiga Illa Grossa amb terra ferma.

## Història

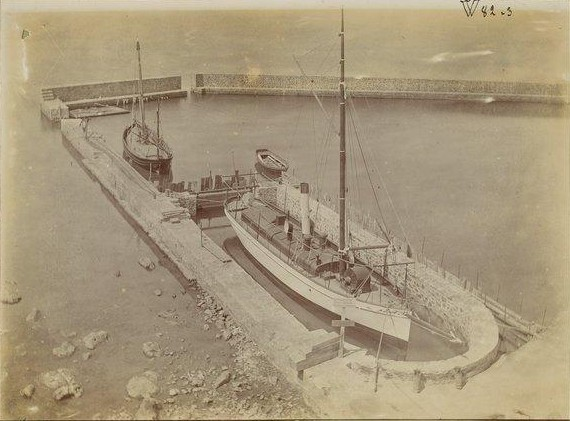
El Roland en el seu lloc d'ancoratge el 1895 a Banyuls de la Marenda

Fundat el 1882 per Henri de Lacaze-Duthiers, el laboratori està dotat d'un petit aquàrium obert al públic, que acull vers trenta-cinc mil visitants per any (2010).
Lligat des del 1884 al laboratori Aragó per Lacaze-Duthiers, Louis Boutan hi va desenvolupar a partir del 1893 els primers aparells de fotografia submarina del món.
El príncep Roland Bonaparte va finançar el 1890 la compra d'un vaixell de vapor per al laboratori, anomenat Roland. Fou destruït en el seu lloc d'amarratge a Banyuls a ran d'una tempesta el 1908.
El 26 de febrer del 1974 es creà, depenent científicament de l'Observatori Oceanològic, la Reserva Natural Marina de Cervera - Banyuls.
Des del juny del 2010, al Mas Reig, es va obrir el jardí mediterrani del Mas de la Serra, un parc natural de 3 hectàrees. Aquest jardí reemplaça l'antic laboratori de recerques d'ecologia terrestre del Laboratori Aragó.

## Directors

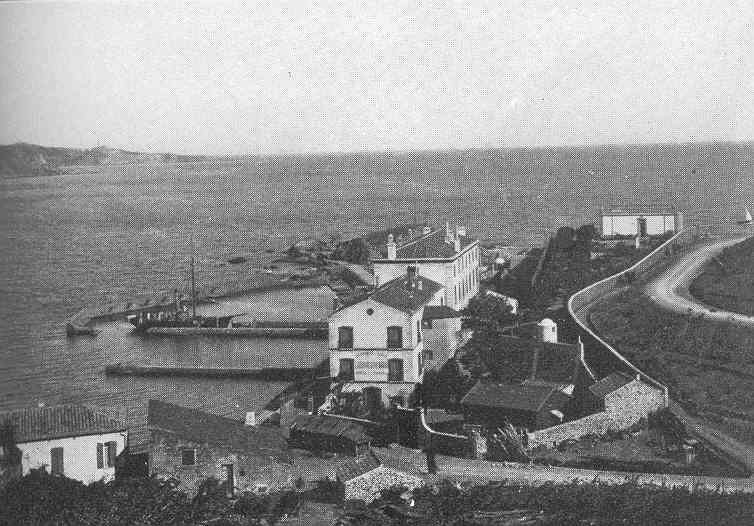
El Laboratori Aragó, el 1910

- 1882 - 1900: Henri de Lacaze-Duthiers
- 1900 - 1924: Georges Pruvot
- 1924 - 1932: Octave Duboscq
- 1932 - 1945: Édouard Chatton
- 1945 - 1964: Georges Petit
- 1964 - 1976: Pierre Drach
- ? - ?: Jacques Soyer
- ? - ?: Alain Guille
- 2000 - 2005: Gilles Boeuf
- 2005 - 2015: Philippe Lebaron
- 2015 - l'actualitat: Vincent Laudet